# Chandraniscus negoescuae
Chandraniscus negoescuae är en kräftdjursart som beskrevs av George 2004. Chandraniscus negoescuae ingår i släktet Chandraniscus och familjen Haploniscidae. Inga underarter finns listade i Catalogue of Life.